# Stichotrema trilobulatum
Stichotrema trilobulatum är en insektsart som beskrevs av Harry Brailovsky 1974. Stichotrema trilobulatum ingår i släktet Stichotrema och familjen Myrmecolacidae. Inga underarter finns listade i Catalogue of Life.